# Psammisia pacifica
Psammisia pacifica är en ljungväxtart som beskrevs av A. C. Smith. Psammisia pacifica ingår i släktet Psammisia och familjen ljungväxter. Inga underarter finns listade i Catalogue of Life.